# Crise chinoise du porc
La crise du porc est une crise économique touchant toute la chaîne de production et de commercialisation du porc en Chine, et tout particulièrement les éleveurs depuis l'année 2019. Ses causes sont à chercher dans la hausse des coûts d'alimentation, l'épidémie de peste porcine africaine touchant la Chine et la guerre commerciale entre les États-Unis et la Chine. Cette crise entraîne une pénurie de porcs à l'échelle mondiale et une inflation du prix du porc,,,,. À la suite de cette crise, le gouvernement décide de puiser dans ses réserves de viande congelée.